# فرودگاه سیرا اسکای پارک
فرودگاه سیرا اسکای پارک (به انگلیسی: Sierra Sky Park Airport) یک فرودگاه همگانی بهره‌برداری هوایی است که یک باند فرود آسفالت دارد و طول باند آن ۸۹۰ متر است. این فرودگاه در شهر فرزنو کشور ایالات متحده آمریکا قرار دارد و در ارتفاع ۹۸ متری از سطح دریا واقع شده است.